# Casa Pere Company
La Casa Pere Company és un edifici modernista a la cantonada dels carrers de Casanova i de Buenos i Aires de Barcelona, catalogat com a bé cultural d'interès local. Fou projectat l'any 1911 per l'arquitecte Josep Puig i Cadafalch per encàrrec de Pere Company i Molins. L'any 1940, esdevindria clínica del doctor Melcior Colet i des del 1982 és la seu del Museu i Centre d'Estudis de l'Esport Doctor Melcior Colet.

## Història
El 1911, Pere Company i Molins va donar l'encàrrec a l'arquitecte Josep Puig i Cadafalch d'una casa-xalet en el solar que havia adquirit la seva esposa Maria Company i Puig l'any anterior. Forma part del seguit de residències unifamiliars per a la classe alta d'arrel rústica i amb influència secessionista, projectades per Puig i Cadafalch entre 1901 i 1911, i que es caracteritzaven per les façanes d'estuc blanc i interiors clars. L'edifici va ser proposat el 1911 per al concurs anual d'edificis artístics de l'Ajuntament de Barcelona, guardó que finalment va ser concedit a la fàbrica Casaramona, del mateix arquitecte.
És considerada la primera obra de l'«època blanca» de Puig i Cadafalch, en què l'arquitecte de Mataró va introduir influències de la Sezession vienesa als seus projectes. Pel que fa als elements originals conservats a la casa, cal remarcar el grup de l'Assumpció del frontó del carrer de Buenos Aires, obra de l'escenògraf Tomàs Fontanals. Aquest hauria realitzat un grup similar amb Sant Miquel al frontó oposat i que malauradament hauria quedat amagat per la construcció (i adossament) de l'edifici veí. Els elements de forja, com ara les reixes de les finestres i els llums del pati (sembla que en origen estaven pintades en verd clar amb flors de colors per contrastar amb l'estuc clar de la façana), són obra de Manuel Ballarín, que havia col·laborat amb Puig i Cadafalch en diverses ocasions.
Poc temps després de la construcció, cap al 1920, la família Company va vendre la casa a Dolors Catarineu, que demanà un projecte de reforma i ampliació a l'arquitecte Enric Sagnier. La façana del carrer de Casanova es va continuar mimèticament, perllongant el sòcol de pedra i decorant les noves finestres amb reixats de forja del mateix estil; també es va perdre la porta de servei i la possibilitat de voltar l'edifici. A la mort de Dolor Catarineu l'any 1928, la casa va passar als seus fills, propietaris de Manufactures Rosal. Durant els anys següents, la casa va patir noves modificacions.
Durant la Guerra Civil (1936-1939) es van emblanquinar els esgrafiats de temàtica religiosa localitzats a la façana. La casa fou confiscada i utilitzada com seu del Gabinet d'Identificació Policial, que a partir d'aleshores rebé el nom de Labratori de Tècnica Policial de la Comissaria General d'Ordre Públic. El soterrani es va habilitar com laboratori i la planta noble com museu d'armes; es va ubicar una biblioteca on anys després hi hauria també la biblioteca del Museu de l'Esport, actualment traslladada al Consell Català de l'Esport a Esplugues de Llobregat. Durant aquest període es van perdre alguns elements com la marquesina de forja i vidre de l'accés principal del jardí, que va ser substituïda per la galeria que veiem avui dia. Tot i així, malgrat les nombroses reformes, es van conservar alguns elements decoratius eclèctics com algunes llums, vitralls i mobiliari.
El 1940, la casa fou adquirida pel doctor Melcior Colet i Torrabadella i la seva esposa Adelina Giménez i Camaló. El 1941, Colet sol·licità un permís d'obres per a reformar l'edifici i instal·lar-hi la seva consulta i una clínica ginecològica. El projecte va anar a càrrec dels arquitectes E. Matas i R. Oms, tot ocupant-se de la reforma de la planta noble el prestigiós decorador Santiago Marco, president del Foment de les Arts Decoratives, que també havia treballat amb Puig i Cadafalch. Aquesta reforma va consistir especialment en un nou augment de la superfície construïda de la casa. A la gran teulada a dues aigües es van construir dos frontons semicirculars per convertir les golfes en espais habitables, al temps que es va ampliar novament la casa pel costat del carrer Casanova. En aquesta banda de la finca es va construir un quiròfan de planta circular, cobert amb una lluerna en forma de cúpula semiesfèrica. Es va habilitar també un nou accés a través del pati d'illa. També es van realitzar reformes al soterrani de la casa, el qual es va enfondir i s'hi va construir una rampa per tal de donar acollida als nombrosos cotxes de luxe que Colet posseïa (actualment pertanyen a la Fundació Melcior Colet). Gràcies a una publicació il·lustrada sobre el funcionament del Laboratori de Tècnica Policial s'ha pogut constatar que alguns elements de la casa com el mirall i les fornícules del menjador (posteriorment despatx de Colet), tradicionalment atribuïts a la intervenció de Santiago Marco són anteriors.
Tot i que amenaçada pel procés especulador dels anys 1970 a Barcelona, la casa es va conservar i amb ella la clínica ginecològica del doctor Colet fins a l'any 1981. L'any següent, el seu propietari en va fer la donació a l'Ajuntament de Barcelona per a situar-hi un museu dedicat a l'esport, i el director general de l'Esport encarregà la remodelació de l'edifici a l'arquitecte Joan Bassegoda i Nonell, director de la càtedra Gaudí. Durant aquesta intervenció es van recuperar els esgrafiats de la façana i el primitiu color blanc. Finalment, l'any 1986 s'hi inauguraria el Museu i Centre d'Estudis de l'Esport Doctor Melcior Colet i s'hi instal·lava la Biblioteca de l'Esport. El mateix any, la Secretaria General de l'Esport posava a disposició del president Samaranch una sala a les golfes de la casa amb mobiliari provinent del despatx del doctor Colet. Des de 1988 va ser la seu de la Secretaria General de l'Esport i presidència del Consell Català de l'Esport.
El 1989, la Secretaria General de l'Esport adquirí uns locals de la finca annexa del carrer de Buenos Aires per engrandir la seu, on s'habilità un espai destinat a sala d'exposicions temporals i una sala de conferències. Després dels Jocs Olímpics del 1992, es va crear un Museu de l'Esport a Montjuïc, que es va emportar la major part de la col·lecció, fet que ha propiciat la progressiva decadència de l'antic museu.

## Galeria

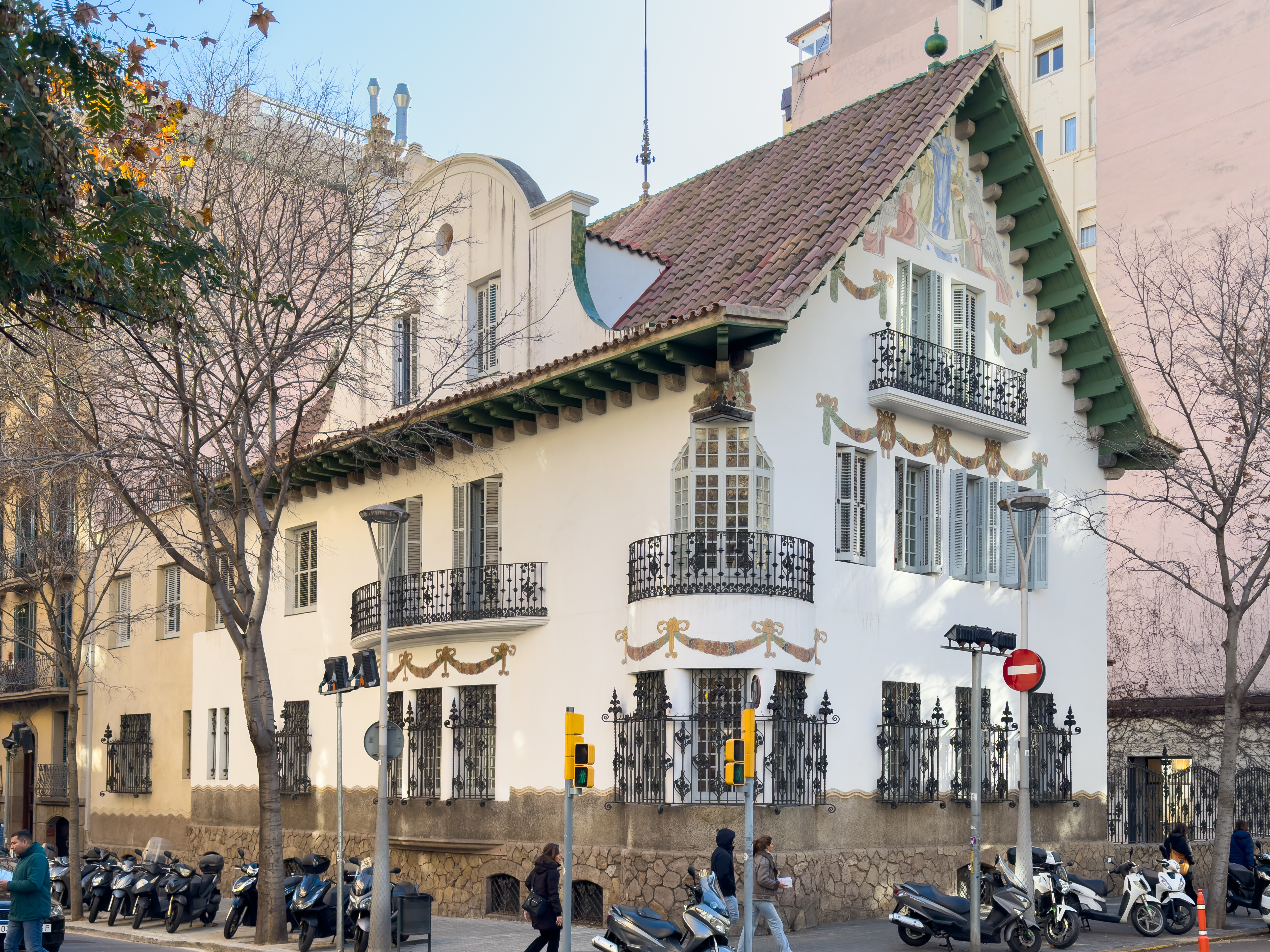
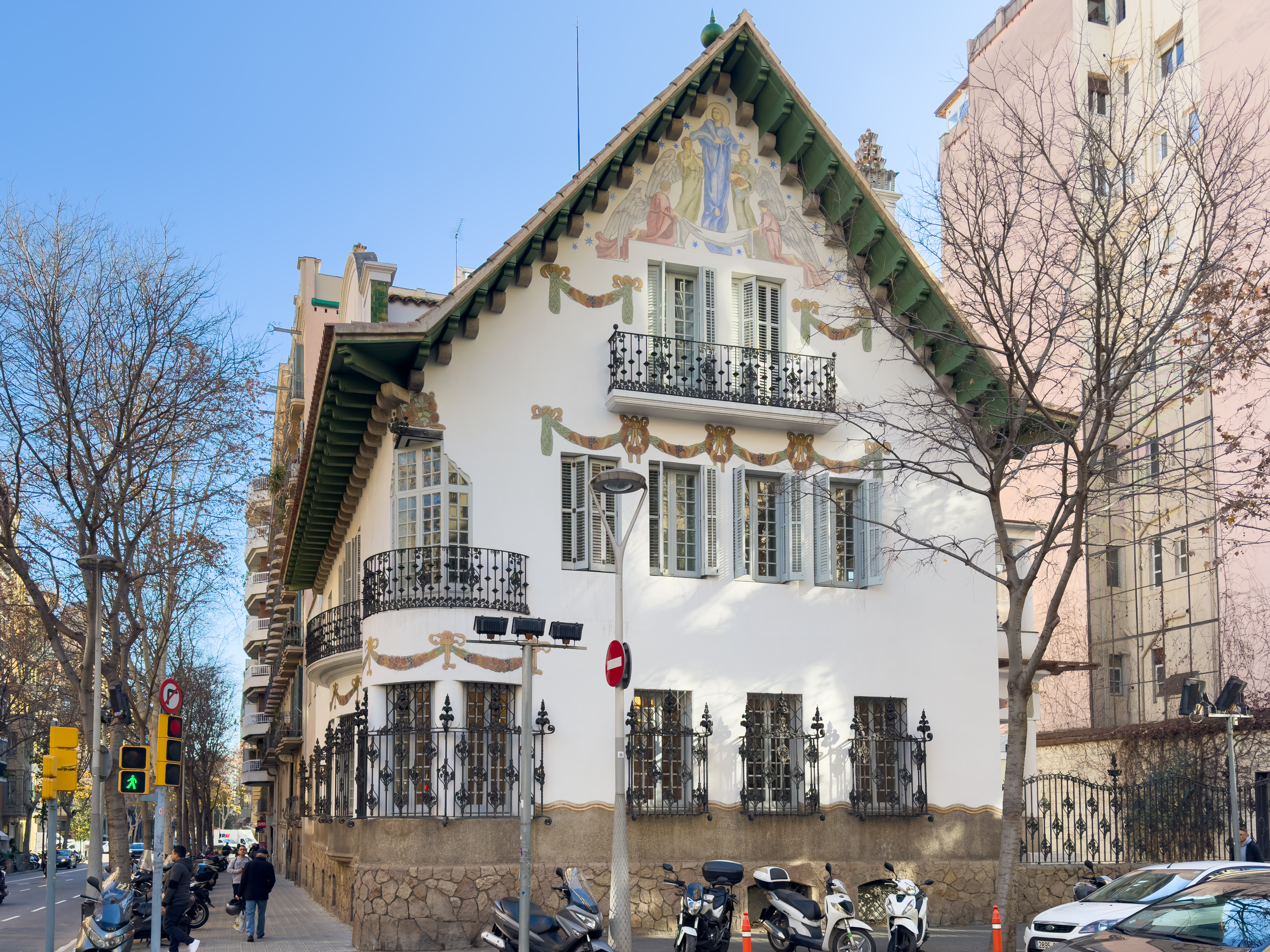
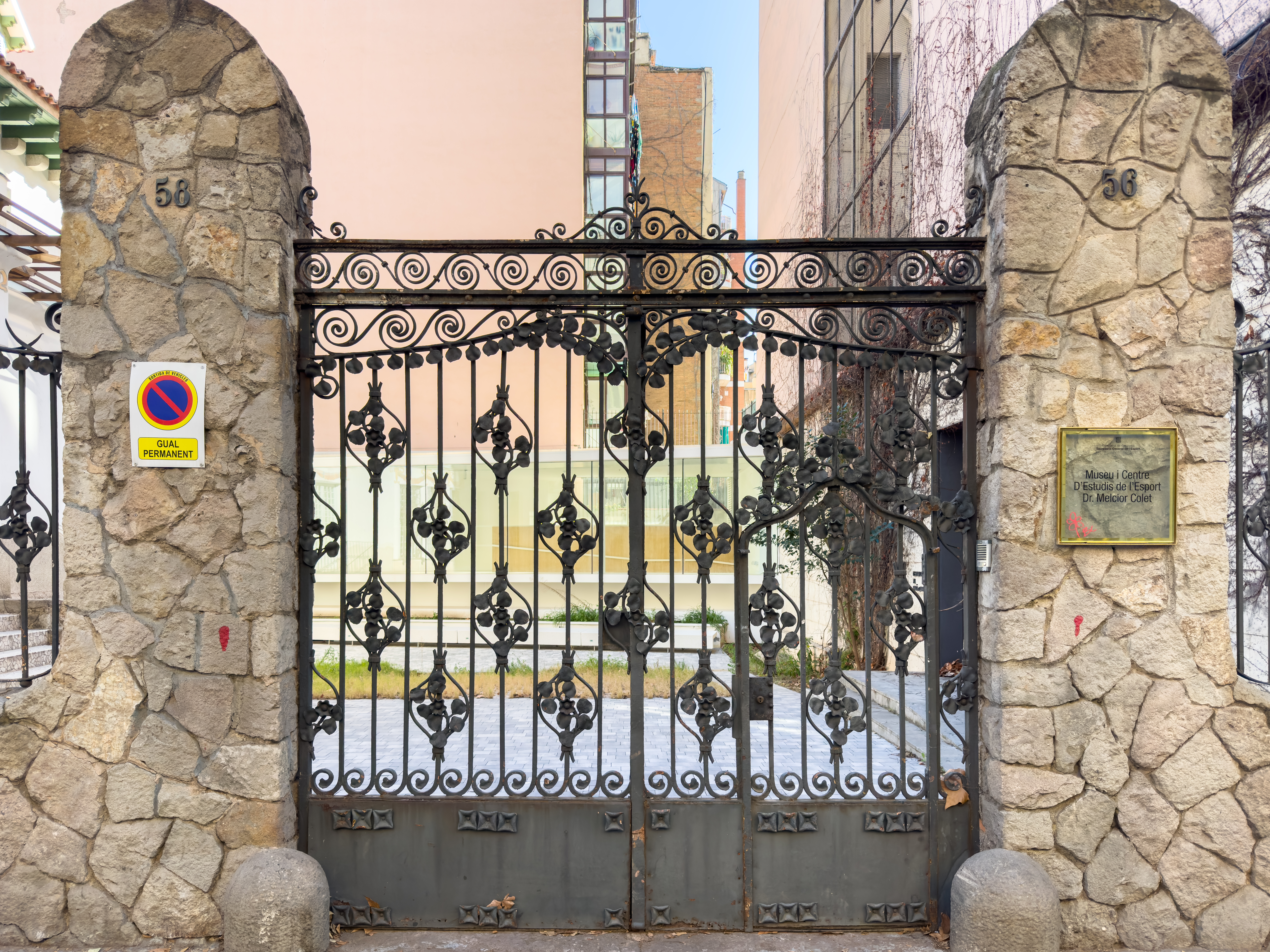
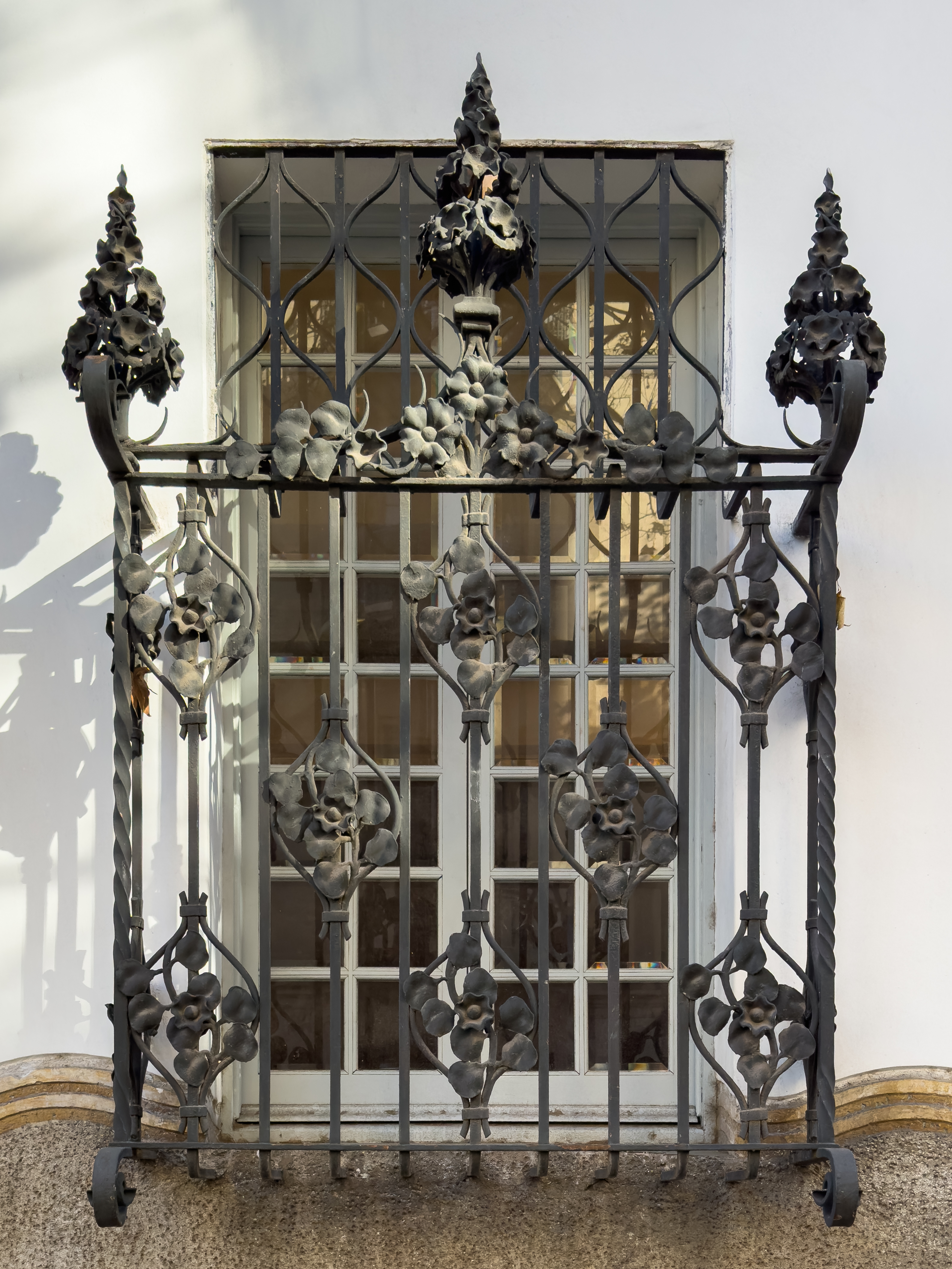

## Descripció
Originalment, constava de quatre façanes, però la construcció al solar contigu a la banda del carrer Casanova d'un edifici d'habitatges va eliminar part de la construcció i del jardí. Consta de soterrani, planta baixa, principal, segon pis i golfes, tot quedant envoltat per un jardí al qual s'hi obre únicament una de les tres façanes. L'edifici està cobert per una gran teulada a dues vessants i que es remata a la banda inferior amb un gran ràfec de fusta a sobre de permòdols. A la teulada es conserven les xemeneies amb incrustacions de ceràmica.
S'hi accedeix pel carrer de Buenos Aires, justament on es desenvolupa el jardí. Aquesta entrada es configura com un cos de dos pisos, avançat respecte del plom de la façana i emmarcat per dues robustes columnes. S'hi entra per una escala de pedra que permet salvar el desnivell de la planta baixa respecte del jardí a conseqüència del pis soterrani. Aquesta disposa de dues escultures antropomòrfiques que la flanquegen i que sostenen dos petites llums que permeten la seva il·luminació.
Traspassada la porta principal, s'accedeix a un petit vestíbul amb la recepció del Museu de l'Esport. Des d'aquest s'accedeix a una sala que a manera de segon vestíbul permet la distribució dels recorreguts a les diferents plantes i estances de la casa. El més rellevant d'aquest espai és la fusteria tant de la porta com de les finestres les quals disposen de vitralls amb colors. En un dels angles, al costat de la porta d'accés cap a aquest vestíbul comença l'escala de fusta que condueix al segon pis, ocupat actualment per les oficines i administració del museu. Destaquen els permòdols esculpits amb figures antropomòrfiques que sostenen algunes de les bigues de la planta baixa.
La planta principal compta amb nombroses estances o dependències que formen part del recorregut museogràfic, algunes de les quals han estat creades per aquesta finalitat com els lavabos. La col·lecció exposada es reparteix al llarg dels grans salons de la casa, oberts al carrer i al jardí i comunicats entre ells a través de portes corredisses. Hi destaquen entre totes la sala localitzada a la banda més septentrional, de planta rectangular, decorada amb motllurats de guix i fusta i desenvolupada aprofitant la cantonada, on es troba precisament el cos de finestres a manera de mirador semicircular que es veu des del carrer. En aquesta sala es localitza també —a un dels costats llargs— un gran finestral de triple obertura entre columnes. Al costat curt afrontat al mirador es localitza la porta corredissa flanquejada per pilastres que comunica amb altre gran estança on es localitza una xemeneia. Aquesta obra de Puig i Cadafalch és un dels pocs elements del projecte original conservats a l'interior de la casa.
La darrera gran sala és a la banda més meridional de la planta principal i destaca per una decoració senzilla i d'inspiració classicista. Als angles es disposen unes fornícules amb escultures antropomòrfiques i destaca especialment el gran entaulament sostingut per robustes columnes d'ordre jònic. Al costat afrontat a la porta motllurada d'entrada a la sala hi ha una motllura en forma d'arc amb la mateixa composició de la porta però que serveix de marc a un gran mirall.
De la façana destaca la decoració amb esgrafiats i garlandes d'inspiració classicista sobre un fons gairebé blanc. De fet aquesta casa s'inscriu dins del que Alexandre Cirici i Pellicer va anomenar «època blanca» i que es correspon amb uns models de cases realitzades per Puig i Cadafalch caracteritzades per la seva aparença a conseqüència de l'estuc blanc emprat en el revestiment de les façanes i l'escassa ornamentació. L'únic element decoratiu, a banda de les garlandes, és el grup de l'Assumpció del frontó del carrer Buenos Aires, obra de Manuel Fontanals. Cal remarcar també el treball de forja de les finestres i balcons de la casa i les esmentades llum del pati, obra de Manuel Ballarín.